# Simon Rawidowicz

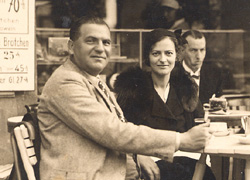
Simon Rawidowicz, 1932

Simon Rawidowicz (geboren 30. Oktober 1897 in Grajewo, Russisches Kaiserreich; gestorben 20. Juli 1957 in Waltham, USA) war ein jüdischer Philosoph und Philosophiehistoriker.

## Leben und Wirken
Simon Rawidowicz kam 1919 nach Berlin. Im selben Jahr gründete er die kurzlebige Zeitschrift "Unsere Freiheit". Seit 1920 unterrichtete er als Lehrer an der Hebräischen Sprachschule. Seit 1921 studierte Rawidowicz an der Friedrich-Wilhelms-Universität. Gleichzeitig setzte er seine schriftstellerische Tätigkeit fort und gründete 1922 den hebräischen Verlag "Ayanot". Von 1928 bis 1930 war er Redakteur der Zeitschrift "Ha-Tekuphah". 1929 wurde Rawidowicz als Bibliothekar der jüdischen Gemeindebibliothek in Berlin angestellt. 1933 emigrierte er nach England, wo er zunächst am Jew's College in London und seit 1941 an der Leeds University Lehraufträge erhielt. Im Jahre 1948 wurde Rawidowicz an das Chicago College of Jewish Studies berufen, von wo aus er 1951 an die Brandeis University, Waltham (Mass.), wechselte. Dort lehrte er als Vorsitzender des Departements für Jüdische und Nahöstliche Studien bis zu seinem Tode. Seit den Berliner Jahren, verschärft durch die parallele Bewerbung auf eine Professur in Jerusalem 1933/34, stand Rawidowicz bis in die amerikanische Zeit in einer gewissen Konkurrenz zu Leo Strauss.
In Berlin setzte Rawidowicz sich energisch für eine Wiederbelebung des Hebräischen ein. Er bildete den Mittelpunkt eines kulturpolitisch überaus aktiven Intellektuellenkreises, der seinerseits in der zeitgenössischen hauptstädtischen Zionistenbewegung eine wichtige Rolle spielte.
Aus dem umfangreichen wissenschaftlichen Werk von Rawidowicz ragen zahlreiche Studien zur mittelalterlichen und neuzeitlichen jüdischen Geistesgeschichte heraus. Vor allem hat er sich als Maimonides-Forscher sowie als Herausgeber der Jüdischen Schriften Moses Mendelssohns einen Namen gemacht. Er beschäftigte sich aber auch mit aktuellen Themen des Judentums und der Israel-Politik. Äußerst wertvoll sind nach wie vor auch seine Feuerbach-Studien (zuerst 1931).
1953 wurde Rawidowicz in die American Academy of Arts and Sciences gewählt.
Seit 1964 veranstaltet die Brandeis University die "Annual Simon Rawidowicz Memorial Lecture". 2009 wurde sie von dem Historiker Saul Friedländer gehalten ("Voice of the Victims Challenges of an Integrated History of the Holocaust").
Rawidowicz war mit Esther Eugenie Klee (1900–1980), einer Tochter des Zionisten Alfred Klee (1875–1943, Durchgangslager Westerbork), verheiratet. Der Sohn Benjamin Ravid lehrt heute selbst als "Jennie and Mayer Weisman Professor of Jewish History" in Waltham.

## Werke
- Porträt des hebräischen Dichters Chajim Nachman Bialik nebst seiner Biographie. Berlin: Soncino-Gesellschaft, 1926.
- Ludwig Feuerbachs philosophische Jugendentwicklung und seine Stellung zu Hegel bis 1839, o. O. [Berlin]: [Reuther & Reichard], (1927).
- Ludwig Feuerbachs Philosophie. Ursprung und Schicksal, Berlin: Reuther & Reichard, 1931 (Nachdruck: Berlin: de Gruyter, 1964).
- On Jewish Learning, Chicago: College of Jewish Studies, 1950.
- Jerusalem und Babylon (1957), nachgedruckt bei Michael Brenner u. a. (Hrsg.): Jüdische Geschichte lesen, München 2003.
- Studies in Jewish Thought, Philadelphia: Jewish Publication Society of America, 1974.
- Conversations with Bialik, Dvir, Tel Aviv 1983.
- Israel: the ever-dying people and other essays. Ed. by Benjamin C. I. Ravid, Rutherford [u. a.] : Fairleigh Dickinson Univ. Pr., 1986.
- State of Israel, Diaspora, and Jewish Continuity: Essays on the "Ever-Dying People", Hanover, NH [u. a.]: Brandeis Univ. Press [u. a.], 1998.
- Between Babylon and Jerusalem. Selected Writings, hg. von David N. Myers und Benjamin C. Ravid, Göttingen: Vandenhoeck & Ruprecht, 2020.

## Herausgeber
- Moses Mendelssohn: Schriften zum Judentum (Gesammelte Schriften: Jubiläumsausgabe. In Gemeinschaft mit Fritz Bamberger [u. a.] hrsg. von Ismar Elbogen [u. a.]. Band 7). Bearbeitet von Simon Rawidowicz, Berlin: Akademie-Verl., 1930 (Faksimile-Neudruck der Ausgabe Berlin 1930: Stuttgart-Bad Cannstatt: Frommann-Holzboog, 1974).